# 정차식
정차식(1974년 12월 9일 ~)은 레이니썬 멤버로 대한민국 부산광역시 출신의 작사가, 작곡가, 가수다.
2013 제10회 한국대중음악상 최우수 록 노래상, 록 음반상을 수상하였다.
2013 MAGIC STRAWBERRY SOUND 로서 옥상달빛, 요조, 루싸이트 토끼, 정차식, 이영훈, 선우정아, 사람또사람, 레인보우99, 카프카, 남녀공룡, 올드피쉬 등 아티스트와 함께 컴필앨범을 작업.
한국의 크라우드펀딩 기업 '유캔펀딩' (http://www.ucanfunding.com/project/view.php?num=745)에서 컴필앨범 제작을 위한 Backer들을 모집.